# A Small Town Girl
A Small Town Girl é um filme mudo norte-americano de 1915, do gênero drama, dirigido por Allan Dwan e estrelado por Lon Chaney.
O filme é atualmente considerado perdido.